# Harold Evans
Sir Harold Matthew Evans (Eccles, 28 de junio de 1928 - Nueva York, 23 de septiembre de 2020) fue un periodista y escritor británico-estadounidense. En su carrera en su país natal, fue editor de The Sunday Times de 1967 a 1981, y de su título hermano The Times durante un año a partir de 1981, siendo expulsado de este último cargo por Rupert Murdoch. Fue más conocido por su campaña en The Sunday Times que buscaba una compensación para las madres que habían tomado talidomida, un medicamento para las náuseas matutinas, que provocó que sus hijos tuvieran extremidades severamente deformadas.
En 1984, él y su esposa Tina Brown se mudaron a los Estados Unidos, donde se convirtió en ciudadano estadounidense, conservando la doble nacionalidad. Ocupó cargos en periodismo en US News & World Report, The Atlantic Monthly y New York Daily News. En 1986, fundó Condé Nast Traveler. Escribió varios libros de historia y periodismo, como The American Century (1998). En 2000, se retiró de los puestos de periodismo para dedicar más tiempo a escribir. Desde 2001, se desempeñó como editor general de la revista The Week y, desde 2005, fue colaborador de The Guardian y BBC Radio 4. Evans fue investido como Knight Bachelor en 2004, por sus servicios al periodismo. El 13 de junio de 2011, Evans fue nombrado redactor general de la agencia de noticias Reuters. Desde 2013 hasta 2019, fue presidente del jurado del Premio Europeo de Prensa.

## Primeros años
Evans, fue el mayor de cuatro hijos, nació en el Renshaw Street, de Eccles, hijo de padres galeses, Federico y Mary Evans (de soltera Haselum), a los que describió en sus memorias de 2009 como "la clase trabajadora respetable conscientemente". su padre era maquinista, mientras que su madre tenía una tienda. Reprobó el Once-plus, necesitaba ingresar a las escuelas primarias y asistió a la escuela central de St Mary en Manchester y a una escuela de negocios durante un año para aprender taquigrafía, un requisito para convertirse en periodista.

## Carrera temprana
Evans comenzó su carrera como reportero de un periódico semanal en Ashton-under-Lyne, Lancashire, a los 16 años. Durante su servicio nacional en la Royal Air Force (1946-1949), pasó una prueba de inteligencia para convertirse en oficial, pero no escuchó nada más y se desempeñó como empleado. Entró en la Universidad de Durham, después de ponerse en contacto con cada una de las catorce universidades de Gran Bretaña en ese momento. Mientras era estudiante, editó el periódico independiente de la universidad, Palatinado. Después de estudiar economía y política, se graduó en 1952.
Después de su nombramiento como subeditor del Manchester Evening News, fue elegido por el International Press Institute para enseñar técnica periodística en India. Evans ganó una beca Harkness en 1956-1957 para viajar y estudiar en los Estados Unidos, pasando períodos en las universidades de Chicago y Stanford. Después de su regreso al Reino Unido, se convirtió en editor asistente del Manchester Evening News. Nicholas Lemann observó que "se unió a una larga lista de periodistas británicos" que realizaron estudios similares, desde Alistair Cooke hasta Andrew Sullivan. Evans fue nombrado editor de un diario regional, The Northern Echo, en 1961. Mientras estaba en el título de Darlington, hizo una campaña con éxito para que las pruebas de frotis cervical estuvieran más disponibles y un perdón para Timothy Evans, condenado por error y ahorcado por asesinatos en Notting Hill, Londres. The Northern Echo pudo demostrar que hubo un error judicial.
En 1966, Harold Evans se mudó a Londres para convertirse en asistente del editor de The Sunday Times. Los propietarios del periódico, la Organización Thomson, adquirieron The Times poco después, y el editor de Evans, Denis Hamilton, fue ascendido a editor en jefe del grupo Times. Recomendó a Evans a la junta como el próximo editor de The Sunday Times.

## The Sunday TimesyThe Times

### Reportando
Evans se convirtió en editor de The Sunday Times en 1967. Al principio de su período como editor llegó la exposición del título de Kim Philby en ese año como miembro de la red de espías de Cambridge que había estado involucrado en el espionaje en nombre de Rusia desde 1933. Anteriormente se había afirmado que Philby era un diplomático de bajo nivel en el momento en que huyó a Moscú en 1963, mientras que en realidad había estado a cargo de la inteligencia antisoviética y el oficial en jefe responsable de mantener contactos con la CIA. A Evans se le advirtió que las revelaciones ponían en riesgo la seguridad nacional, y recibió una notificación D solicitando que no debería publicarla a principios de septiembre. A pesar de esto, siguió adelante con la publicación creyendo que el aviso D se había emitido para vacunar al gobierno contra la mala publicidad, en lugar de mantener la seguridad del país. La denuncia oficial fue posteriormente retirada.
Un problema de larga data durante su mandato fue la talidomida, un medicamento recetado a las mujeres embarazadas que sufren náuseas matutinas, lo que provocó que miles de niños en Gran Bretaña tuvieran extremidades deformadas. No habían recibido compensación de los fabricantes de medicamentos, que en el Reino Unido eran Distillers Company. Organizó una campaña del equipo de investigación <i id="mwmQ">Insight</i> del periódico y nombró a Phillip Knightley para que dirigiera la investigación. Evans se enfrentó a las compañías farmacéuticas responsables de la fabricación de talidomida, las procesó a través de los tribunales ingleses y finalmente obtuvo la victoria en el Tribunal Europeo de Derechos Humanos en 1979. El gobierno británico se vio obligado a cambiar la ley sobre desacato al tribunal que había inhibido la presentación de informes de casos civiles. Si bien era legal que el periódico hiciera campaña, los periodistas no podían informar sobre su base fáctica. Después del fallo del Tribunal Europeo, los medios británicos pudieron ahora informar de estos casos sin restricciones. Las familias de las víctimas de la talidomida finalmente obtuvieron una compensación de £ 32,5 millones como consecuencia de la campaña de Evans en el Sunday Times. En 2016 apareció un documental sobre Evans y la campaña de la talidomida, Attacking The Devil: Harold Evans y el último crimen de guerra nazi.
El gobierno británico intentó en 1974 evitar que Evans publicara extractos de los diarios del exministro del gabinete laborista Richard Crossman, poco después de la muerte de Crossman y antes de la publicación de los diarios en forma de libro. Evans se arriesgó a ser procesado bajo la Ley de Secretos Oficiales de 1911 por violar la regla de los Treinta años que impide la divulgación de asuntos gubernamentales. Lord Chief Justice Widgery dictaminó que la publicación no iría en contra del interés público.

### Adquisición de Murdoch
Cuando Rupert Murdoch adquirió Times Newspapers Limited en 1981, nombró a Evans como editor de The Times. Permaneció en el periódico solo un año, tiempo durante el cual The Times criticó a Margaret Thatcher. Más de 50 periodistas renunciaron en los primeros seis meses de la toma de posesión de Murdoch. En marzo de 1982, un grupo de periodistas del Times pidió la renuncia de Evans, a pesar del aumento de la circulación del periódico, alegando que había supervisado una "erosión de los estándares editoriales". Evans renunció poco después, citando diferencias políticas con Murdoch relacionadas con la independencia editorial. Evans incluyó un relato del episodio en su libro Good Times, Bad Times (1984). En la introducción a la edición de 1994, Evans escribió sobre Murdoch: "Cuando me encuentro con él socialmente en Nueva York, descubro que no tengo ninguna hostilidad emocional residual... Tengo que recordarme a mí mismo... que Lucifer es el personaje más fascinante en El paraíso perdido de Milton".
Al dejar The Times, Evans se convirtió en director de Goldcrest Films and Television.

## Mudanza a los Estados Unidos
En 1984, Evans se mudó a los Estados Unidos, donde enseñó en la Universidad de Duke en Carolina del Norte y la Universidad de Yale. Fue nombrado editor en jefe de The Atlantic Monthly Press y se convirtió en director editorial de US News & World Report y trabajó para el New York Daily News. En 1986, fue el editor fundador de Conde Nast Traveller; a diferencia de otras publicaciones, al personal se le prohibió recibir viajes y hospitalidad gratuitos de las organizaciones sobre las que escribieron. Evans fue nombrado presidente y editor de Random House de 1990 a 1997. Los autores que editó incluyeron a William Styron, Calvin Trillin, Neil Sheehan, Gail Sheehy, Edmund Morris, Shelby Foote, Maya Angelou y Shana Alexander. Adquirió los derechos por $ 40,000 de las memorias, Dreams from My Father, del entonces poco conocido senador Barack Obama. Gail Sheehy describió su trabajo con Evans y cómo era conocido por sus crípticos comentarios escritos a lápiz en el manuscrito: "Sabemos esto".
Evans fue director editorial y vicepresidente de US News & World Report y The Atlantic Monthly desde 1997 hasta enero de 2000, cuando renunció. Su obra The American Century se publicó en 1998. La secuela, They Made America (2004), describió la vida de algunos de los inventores e innovadores más importantes del país. Fortune  lo calificó como uno de los mejores libros en los 75 años de publicación de esa revista. El libro fue adaptado a una miniserie de televisión de cuatro partes ese mismo año y como un especial de la Radio Pública Nacional en los Estados Unidos en 2005.
Evans se convirtió en ciudadano estadounidense naturalizado en 1993. El 13 de junio de 2011, se convirtió en editor general de Reuters.

## Vida personal
En 1953, Evans se casó con su compañera graduada de Durham Enid Parker, con quien tuvo un hijo y dos hijas; el matrimonio se disolvió en 1978. La pareja se mantuvo en buenos términos; Enid Evans murió en 2013. En 1973, Evans conoció a Tina Brown, una periodista 25 años menor que él. En 1974, la revista Color le asignó trabajos independientes con The Sunday Times en el Reino Unido y en los Estados Unidos. Cuando surgió una aventura sexual entre los casados Evans y Brown, ella renunció y se unió al rival The Sunday Telegraph. El 20 de agosto de 1981, Evans y Brown se casaron en Gray Gardens, en East Hampton, Nueva York, la casa de Ben Bradlee, entonces editor ejecutivo de The Washington Post, y Sally Quinn. Evans y Brown tuvieron un hijo y una hija.

## Fallecimiento
Evans murió el 23 de septiembre de 2020 a la edad de 92 años. Su muerte fue reportada por su familia y la causa de muerte fue dada como insuficiencia cardíaca.

## Honores
- 1980: Recibió la Medalla Hood de la Royal Photographic Society por la fotografía en el servicio público.[31]
- 2000: Nombrado uno de los 50 héroes mundiales de la libertad de prensa del Instituto Internacional de Prensa de los últimos cincuenta años.
- 2004 : Nombrado Caballero Soltero por la Reina Isabel II por sus servicios de periodismo.
- 2015: Galardonado con el premio a la contribución excepcional a la publicación de la Fundación Kraszna-Krausz.[32]

## Trabajos

### Programas de radio y televisión
- BBC Radio 4 - Una serie de 13 semanas de Point of View desde el 29 de julio de 2005
- Carta de amor a América BBC News, 29 de julio de 2005
- Entrevista en audio de la BBC 16 de mayo de 2005
- Hicieron América PBS
- “Una palabra sobre palabras; 2719; Harold Evans ”, 1998-12-01, Televisión Pública de Nashville, Archivo Estadounidense de Radiodifusión Pública